# KStars
KStars er et grafisk planetarie-applikationsprogram som er en del af KDE-skrivebordsmiljøet.
Det viser en præcis gengivelse af nattehimlen med stjerner, stjernebilleder, stjernehobe, stjernetåger, galakser, alle planeterne, solen, månen, kometer og asteroider. Man kan se nattehimlen som den tager sig ud fra et hvilket som helst sted på jorden til enhver tid som man vælger. Brugerfladen er intuitiv og fleksibel. Visningen kan drejes og zoomes med musen eller tastaturet, og det er nemt at identificere objekter og følge deres bevægelser over himlen. KStars indeholder mange kraftfulde funktioner på trods af at brugerfladen er enkel og spændende at bruge. 
Den medfølgende manual indeholder en række artikler om astronomiske emner som bruges som kilder til artikler i Wikipedia.
Både selve programmet og håndbogen inclusive Astroinfo-projektet er oversat til dansk.